# Adriana Poli Bortone
Adriana Poli Bortone (Lecce, 25 agosto 1943) è una politica italiana, sindaco di Lecce dal 1998 al 2007 e nuovamente dal 2024.
È stata deputata alla Camera dal 1983 al 1999 per il Movimento Sociale Italiano e Alleanza Nazionale, senatrice della Repubblica dal 2008 al 2013 e ministro delle risorse agricole, alimentari e forestali dall'11 maggio 1994 al 17 gennaio 1995 nel primo governo Berlusconi.

## Biografia
Nel 1961 conseguì la maturità classica presso il liceo classico Giuseppe Palmieri di Lecce. Nel 1967 divenne docente di latino e greco presso il medesimo istituto, subito dopo aver conseguito la laurea in lettere. Nel 1968 divenne assistente alla cattedra di letteratura latina della facoltà di lettere e filosofia dell'Università di Lecce, quindi dal 1985 professore associato di letteratura latina presso il medesimo ateneo.

## Carriera politica

### Gli inizi nel Movimento Sociale Italiano
Aderisce da giovane al Movimento Sociale Italiano. Nel 1967 fu eletta consigliere comunale del capoluogo salentino nella lista della fiamma e sempre riconfermata fino al 1998. È stata segretario nazionale femminile dal 1981 al 1994 e componente dell'esecutivo nazionale del partito dal 1981.
Fu eletta deputata al Parlamento italiano per la prima volta nel 1983, per il MSI in Puglia, venendo riconfermata alla Camera nel 1987, 1992, 1994 e 1996. Durante il mandato come deputato al Parlamento italiano è stata capogruppo in Commissione Cultura, componente della Commissione di Vigilanza RAI, vicepresidente della Commissione speciale per le Telecomunicazioni, vicepresidente della commissione d'inchiesta sulla Federconsorzi; componente della Commissione Agricoltura della Camera dei deputati, componente della Commissione Speciale Pensioni; membro dell'esecutivo della Commissione Interparlamentare; è stata componente della Commissione Autorizzazioni a procedere e della Commissione Politiche dell'UE.
Nel 1995 aderisce alla svolta di Fiuggi di Gianfranco Fini che trasforma l'MSI in Alleanza Nazionale (AN), di cui fece parte del esecutivo nazionale fino al 2000. In AN è stata anche Responsabile delle politiche per il Mezzogiorno, delle relazioni con le categorie produttive e del Dipartimento Agricoltura.

### Ministro delle risorse agricole, alimentari e forestali
Nel 1994 fu eletta vicepresidente della Camera dei deputati nominata, successivamente, Ministro delle risorse agricole, alimentari e forestali del Governo Berlusconi I (1994-1995). Sulla base di tale esperienza è stata la presentatrice della proposta di legge di costituzione di una commissione parlamentare d'inchiesta sul dissesto della Federconsorzi.
Nel maggio del 1994 viene aspramente criticata dal WWF e da Greenpeace; la neo-ministro - a fronte di una moratoria delle Nazioni Unite sull'uso delle reti da pesca pelagiche derivanti (le cosiddette spadare) e di una direttiva dell'UE che poneva il limite di 2,5 km per ciascuna rete - invita le capitanerie di porto a ''non elevare verbali ai pescatori colti in situazioni illegali''.
Presenta inoltre richiesta di deroga al Regolamento comunitario, al fine di consentire ai pescherecci operanti dalle acque territoriali italiane l'utilizzo di reti derivanti lunghe fino a 9 km e il contestuale rinvio dal 1997 al 2002 del bando totale delle stesse reti.

### Sindaco di Lecce
Fu eletta sindaco di Lecce il 24 maggio 1998 con il 54% dei consensi, sconfiggendo il candidato di centro-sinistra, il sindaco uscente Stefano Salvemini, che raccolse il 43,78% dei voti. Il 26 maggio 2002 fu rieletta sindaco raccogliendo un largo consenso, pari al 68,86% dei voti, battendo Alberto Maritati, fermo al 31,14%. Dopo la costituzione degli Ambiti Territoriali Ottimali, nell'ottobre 2002 fu nominata presidente dell'ATO Le/1. Nel dicembre 2004 il Consiglio Nazionale dell'ANCI la nominò vice presidente vicario dell'Associazione e componente del Comitato Direttivo. Nel maggio 2007 terminò il proprio secondo mandato di Sindaco del Comune di Lecce e fu eletta consigliere comunale nelle file di Alleanza Nazionale con 2.240 preferenze. Da luglio 2007 fu vicesindaco e assessore alla Cultura, Politiche Comunitarie e Fascia Costiera della giunta guidata da Paolo Perrone.

### Eurodeputata di Alleanza Nazionale
È stata eletta deputato al Parlamento europeo nel 1999 nella lista di Alleanza Nazionale per la circoscrizione Sud, aderendo al gruppo Unione per l'Europa delle Nazioni (UEN). È stata membro della Commissione per le politiche regionali, trasporti e turismo e titolare della delegazione interparlamentare per le relazioni con il sud-est d'Europa. Nel giugno 2004, con 93 000 preferenze, è stata rieletta con AN per la circoscrizione Sud, deputato al Parlamento europeo, aderendo al gruppo Unione per l'Europa delle Nazioni (UEN).
Nell'ambito del nuovo mandato europeo è stata nominata Vicepresidente della Delegazione per l'Albania, Bosnia ed Erzegovina, Serbia e Montenegro; componente le Commissioni Ambiente e Politiche Regionali; componente dell'Assemblea Euromediterranea. Il 6 febbraio 2009, in un intervento a Radio 24, ha giustificato le sue assenze al 65% delle sedute del Parlamento Europeo, adducendo motivi di "scomodità in quanto meridionale" e un'otite cronica a causa della quale le risulta faticoso prendere l'aereo.
Nel luglio 2005 Gianfranco Fini la nominò coordinatrice regionale del partito in Puglia. Nel febbraio del 2007 le fu affidato il compito di costituire e dirigere la Scuola nazionale per la formazione dei quadri dirigenti di Alleanza Nazionale.

### Senatrice del Popolo della Libertà
Alle elezioni politiche del 2008 viene candidata al Senato della Repubblica, dimettendosi da europarlamentare, tra le liste del Popolo della Libertà nella circoscrizione Puglia, venendo eletta senatrice.

### Io Sud
Il 14 febbraio 2009 Poli Bortone, già in dissenso con l'idea di sciogliere Alleanza Nazionale nel Popolo della Libertà di Silvio Berlusconi, fondò il movimento politico Io Sud. Al Senato passò al gruppo Misto, quindi dall'ottobre 2009 al gruppo UdC-SVP-Autonomie.
Già dal 19 gennaio era al lavoro per creare una "Lega del Sud"; il 21 gennaio 2009 si dimise da coordinatrice regionale di AN in Puglia perché, a suo dire, il governo Berlusconi IV non prestava la giusta attenzione al Mezzogiorno. Nel 2009 la Poli Bortone votò contro il federalismo fiscale, ritenuto un mezzo per tutelare l'economia del solo Nord del paese, e propose invece di territorializzare la fiscalità prodotta dalle imprese in base a dove queste producono e talvolta inquinano e non in base a dove risiede la ragione sociale.

#### Candidatura a presidente della Provincia di Lecce
Alle elezioni amministrative del 2009 la Poli Bortone si candidò alla presidenza della Provincia di Lecce, sostenuta dall'Unione di Centro, il suo movimento Io Sud e le liste civiche Cento Città, Verso il Partito della Nazione, Salento in Movimento e Movimento Sociale Destra Italiana, raccolse il 21,89% dei voti e si classificò terza dietro ai candidati del centro-destra Antonio Maria Gabellone (41,39%) e del centro-sinistra Loredana Capone (36,76%), venendo comunque eletta consigliera provinciale di Lecce.

#### Candidatura alla presidenza della Regione Puglia
Alle elezioni regionali in Puglia del 2010 presentò la propria candidatura con Io Sud, appoggiata da Unione di Centro, Movimento per le Autonomie, Rifondazione democristiana, Rinascita popolare, Democristiani e Libertà, Lista Per il Sud e Lega Meridionale. L'ufficializzazione pose fine a numerose voci che la volevano candidata per il Popolo della Libertà, che le preferì Rocco Palese. Ottenne circa l'8% dei consensi.

#### Coesione Nazionale e Grande Sud
Il 26 febbraio 2011 annunciò la propria adesione al gruppo parlamentare di Coesione Nazionale, a sostegno della maggioranza di governo e all'interno dell'area politica e culturale del centro-destra.
Nel settembre 2011 Io Sud si federò con Forza del Sud di Gianfranco Miccichè e Noi Sud nel nuovo partito meridionalista Grande Sud, guidato dallo stesso Miccichè.
Alle elezioni politiche del 2013 fu ricandidata al Senato della Repubblica come capolista di Grande Sud in Puglia, tuttavia non fu rieletta in quanto il partito non superò la soglia di sbarramento del 3% a livello regionale (ottenne solamente l'1,08% dei consensi).

#### Adesione a Fratelli d'Italia
Il 9 aprile 2014 Poli Bortone annunciò la propria adesione e quella del suo movimento politico Io Sud a Fratelli d'Italia - Alleanza Nazionale di Giorgia Meloni.

#### Ricandidata alla presidenza della Regione Puglia
L'11 aprile 2015 Forza Italia annunciò che il proprio candidato presidente alle elezioni regionali in Puglia del 31 maggio era Adriana Poli Bortone. Tale annuncio seguì la rottura politica con Raffaele Fitto e il ritiro del sostegno di Forza Italia a Francesco Schittulli quale candidato alla presidenza.
Il giorno successivo Poli Bortone accettò la proposta di Forza Italia, ma la candidatura non fu ben accolta da Fratelli d'Italia, che intese appoggiare Schittulli. Poli Bortone affermò dunque di essere pronta a lasciare il partito della Meloni.
Il 15 aprile il partito di cui faceva parte Poli Bortone, Fratelli d'Italia, prese la decisione definitiva di sostenere la candidatura di Schittulli e non quella del suo esponente, che si ritrovò così a essere sostenuta da Forza Italia, Noi con Salvini, Partito Liberale Italiano e la lista Puglia Nazionale.
Alle elezioni del 31 maggio 2015 Poli Bortone, con il 14% dei voti, si piazzò al quarto posto dietro a Michele Emiliano (centro-sinistra), Antonella Laricchia (Movimento 5 Stelle) e proprio Schittulli.

#### Sospensione da Fratelli d'Italia e adesione a Forza Italia
Il 16 maggio 2015 il partito di Giorgia Meloni decise per la sospensione di Poli Bortone dal movimento in attesa di una decisione sulla sua espulsione. Il 29 febbraio 2016 la politica ufficializzò la propria adesione a Forza Italia, insieme al movimento da lei fondato, Io Sud.
Il 23 giugno 2017 fu nominata assessore al comune di Matera, con delega all'identità euro-mediterranea e al turismo. Si dimise dall'incarico il 20 marzo 2018.

#### Nuova candidatura a sindaco di Lecce (2019)
Alle elezioni amministrative del 2019 Poli Bortone si candidò nuovamente come sindaco di Lecce, sostenuta da quattro liste: Adriana Poli Bortone Sindaco, Movimento Popolare Leccese, Fiamma Tricolore e Giovane Lecce. Con il 9,61% dei voti si classificò terza dietro al sindaco uscente del centro-sinistra Carlo Salvemini (50,87%) e al candidato del centro-destra Saverio Congedo (33,10%), venendo comunque eletta consigliera comunale.

#### Abbandono di Forza Italia e adesione a Fiamma Tricolore
Il 12 settembre 2019 abbandonò Forza Italia per aderire al Movimento Sociale Fiamma Tricolore (MSFT), partito fondato dai missini contrari alla svolta di Fiuggi.
Alle elezioni regionali in Puglia del 2020 il MSFT presentò un proprio candidato, lo scrittore Pierfranco Bruni (che raccolse lo 0,17% dei voti), essendosi Poli Bortone rifiutata di sostenere il candidato della coalizione di centro-destra Raffaele Fitto.

#### Abbandono di Fiamma Tricolore e quarta candidatura a sindaco di Lecce (2024)
Il 6 settembre 2022, in vista delle elezioni politiche anticipate, con il proprio movimento Io Sud diede indicazione di voto per Italexit di Gianluigi Paragone. Alle elezioni politiche si avvicinò a Sud chiama Nord di Cateno De Luca, dichiarandosi disponibile ad aderire alla confederazione di partiti meridionalisti proposta da De Luca e partecipando all'assemblea costituente del partito tenutasi a Roma all'inizio di marzo 2023.
Nel febbraio 2024 ufficializzò la propria candidatura a sindaco di Lecce alle elezioni amministrative del 10 e 11 giugno seguenti con il sostegno di una larga coalizione di centro-destra composta da Forza Italia, Fratelli d'Italia, Lega, UdC - Puglia Popolare, Prima Lecce, Io Sud, Lecce Futura - Pala, Tutta Lecce - Lisi, Movimento Regione Salento e Voce Nazionale. Al primo turno sfiorò la vittoria raccogliendo il 49,95% dei consensi, contro il 46,73% del candidato del centro-sinistra e sindaco uscente Carlo Salvemini, sconfitto poi al ballottaggio con il 50,69% dei voti.

## Vicende giudiziarie

### Abuso d'ufficio
A giugno 2008 è stata rinviata a giudizio, insieme al sindaco di Lecce Paolo Perrone (PdL) e ad altre otto persone, con l'accusa di abuso d'ufficio. Secondo le accuse nel 2002 la Poli Bortone e Perrone, all'epoca rispettivamente sindaco e vicesindaco di Lecce, affidarono in via diretta una serie di lavori pubblici ad una cooperativa di lavoratori ex-detenuti. A novembre 2009 Poli Bortone è stata poi assolta con formula piena dalla seconda sezione penale del tribunale di Lecce.

### Caso Iskenia
Il 27 settembre 2009 Poli Bortone viene indagata per rivelazione di segreti d'ufficio e tentato abuso d'ufficio. In base alle accuse, la Poli Bortone avrebbe anticipato al marito e ai rappresentanti della società lussemburghese Iskenia, interessata all'acquisto di un'area agricola, notizie riservate dal piano urbanistico, relative a certi terreni. Il 3 dicembre dello stesso anno il GUP di Lecce Annalisa De Benedictis assolse Poli Bortone dal reato contestato stabilendo che "il fatto non sussiste".

### Danno erariale
A marzo 2012 viene indagata dalla procura della Corte dei conti di Bari per un danno erariale attorno ai 750.000 €, riguardante un incarico assegnato a Massimo Buonerba (suo consulente giuridico finito poi in carcere per presunte mazzette) che avrebbero potuto svolgere gli uffici interni del comune di Lecce.
Il 14 febbraio 2013 viene condannata dalla Corte dei Conti di Bari a restituire 99.000 € al comune di Lecce se Buonerba non dovesse pagare l’intera somma a lui richiesta; in merito alla vicenda la Poli Bortone affermò: "Rifarei tutto quello che ho fatto, perché ero in buona fede".

### Acquisto in leasing dei palazzi di via Brenta
Nel gennaio 2015 viene rinviata a giudizio insieme ad altre persone per peculato e abuso d'ufficio in riguardo all'avallo di un'operazione a favore del costruttore Pietro Guagnano e a danno del Comune di Lecce: si tratta della trasformazione del contratto di affitto per i palazzi di via Brenta, dove ha tra l'altro sede il tribunale civile di Lecce, in un contratto di leasing sulla base di 14 milioni di euro, prezzo nettamente superiore rispetto a quello di mercato. Il processo prenderà il via il 4 maggio. Il 2 dicembre 2017 la PM chiede per lei 6 anni di reclusione. Il 12 marzo 2018 viene assolta perché "il fatto non sussiste" dall'accusa di peculato; per l'accusa di abuso d'ufficio interviene la prescrizione.

## Opere
- Dialogo per la città (con G. Pellegrino e C. F. Ruppi), Ed. VivereIn, 2008.